# Украинско-български преглед
„Украинско-български преглед“ е българско двуседмично списание, излизало в 1919 - 1920 година в София, България.
Списанието се печета в печатница „С. М. Стайков“.
Списанието е издание на украински белоемигранти в България, привърженици на Симон Петлюра. Поставя си за задача „всестранното запознаване на българския читател с историята, културата, живота, с миналото и настоящето на Украйна“. Дава сведения за политическите събития в Украйна по време на Гражданската война, публикува стихотворения, биографии и материали за българо-украинските културни връзки. Стои на антисъветски украински националистически позиции.
В списанието пишат видни български учени като Димитър Шишманов, Димитър Страшимиров, Стефан Младенов.
| Годишнина | Броеве | Дата                           |
| --------- | ------ | ------------------------------ |
| I         | 1 - 17 | 15 октомври 1919 - 21 юни 1920 |